# Matrix (série télévisée)
 (juillet 2018).
Si vous disposez d'ouvrages ou d'articles de référence ou si vous connaissez des sites web de qualité traitant du thème abordé ici, merci de compléter l'article en donnant les références utiles à sa vérifiabilité et en les liant à la section « Notes et références ».
Pour les articles homonymes, voir Matrix.
Matrix est une série télévisée canadienne en treize épisodes de 42 minutes créée par Coleman Luck et diffusée entre le 1er mars et le 22 juillet 1993 sur le réseau CTV au Canada et aux États-Unis sur USA Network.
En France, elle a été diffusée sur RTL9, et au Québec à partir de février 2000 à Séries+.

## Synopsis
Steven Matrix est un tueur à gages. Tué durant l'une de ses missions, il se retrouve envoyé dans une version du Purgatoire situé entre les deux mondes. Ici, un choix lui est donné : être envoyé en enfer pour tous les meurtres qu'il a commis ou retourner sur Terre pour aider les humains. De nouveau vivant, Matrix se voit attribuer régulièrement de nouvelles missions provenant de la cité du Purgatoire. Ange gardien malgré lui, il doit parfois utiliser des méthodes aussi brutales que dans son ancienne profession.

## Distribution
- Nick Mancuso : Steven Matrix
- Phillip Jarrett : Billy Hicks
- Carrie-Anne Moss : Liz Teel
- John Vernon : le narrateur